# Trem expresso

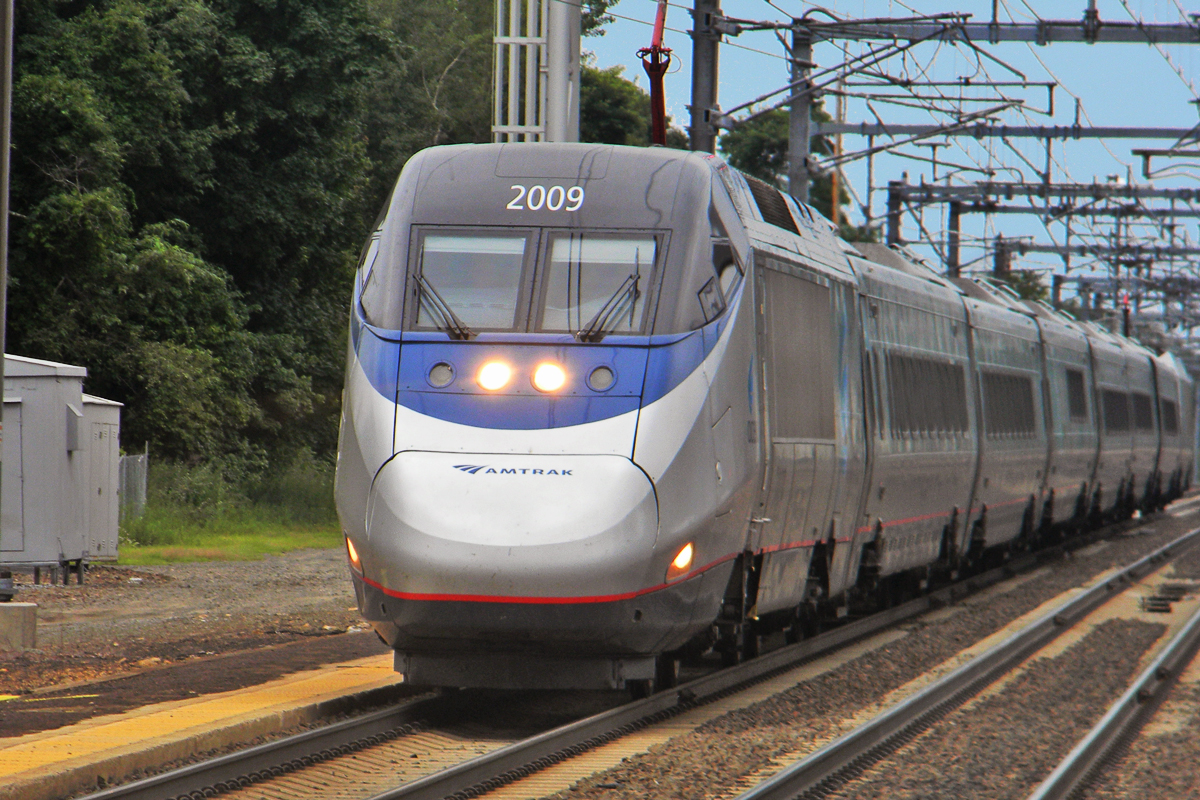
Um trem da Amtrak, trem Acela Express

Em vermelho trens locais. Em azul, trens que são expressos.

Trem expresso (também como Trem rápido, embora seja um termo relativo, significando que corre mais rápido que outros na mesma linha; no Reino Unido no século XIX, o limite de velocidade era em torno das 40 milhas por hora (64 km/h) para os serviços de transporte em trilhos.) Os trens expressos fazem apenas um pequeno número de paradas, em vez de paradas locais. Em alguns casos, trens circulam em expresso onde há trens locais para o atendimento localmente, e circulavam localmente nos finais da linha, onde não há trens locais prestando serviços complementares. Durante horas noturnas ou em outros horários onde são práticos, trens expressos podem se tornar trens locais, mas continuam circulando onde um trem expresso pode terminar.
Tarifas para o serviço de trens expressos, assim como outros tipos de trem como trens especiais ou trens extra, são às vezes, em alguns países que operam, cobrada uma taxa diferente ou uma taxa adicional. Dependendo da localidade, esta prática, pode ter sido criada pela companhia ferroviária mesmo que não haja a diferenciação pelas regulações governamentais de trens locais e expressos.